# Ferdinand Kobell

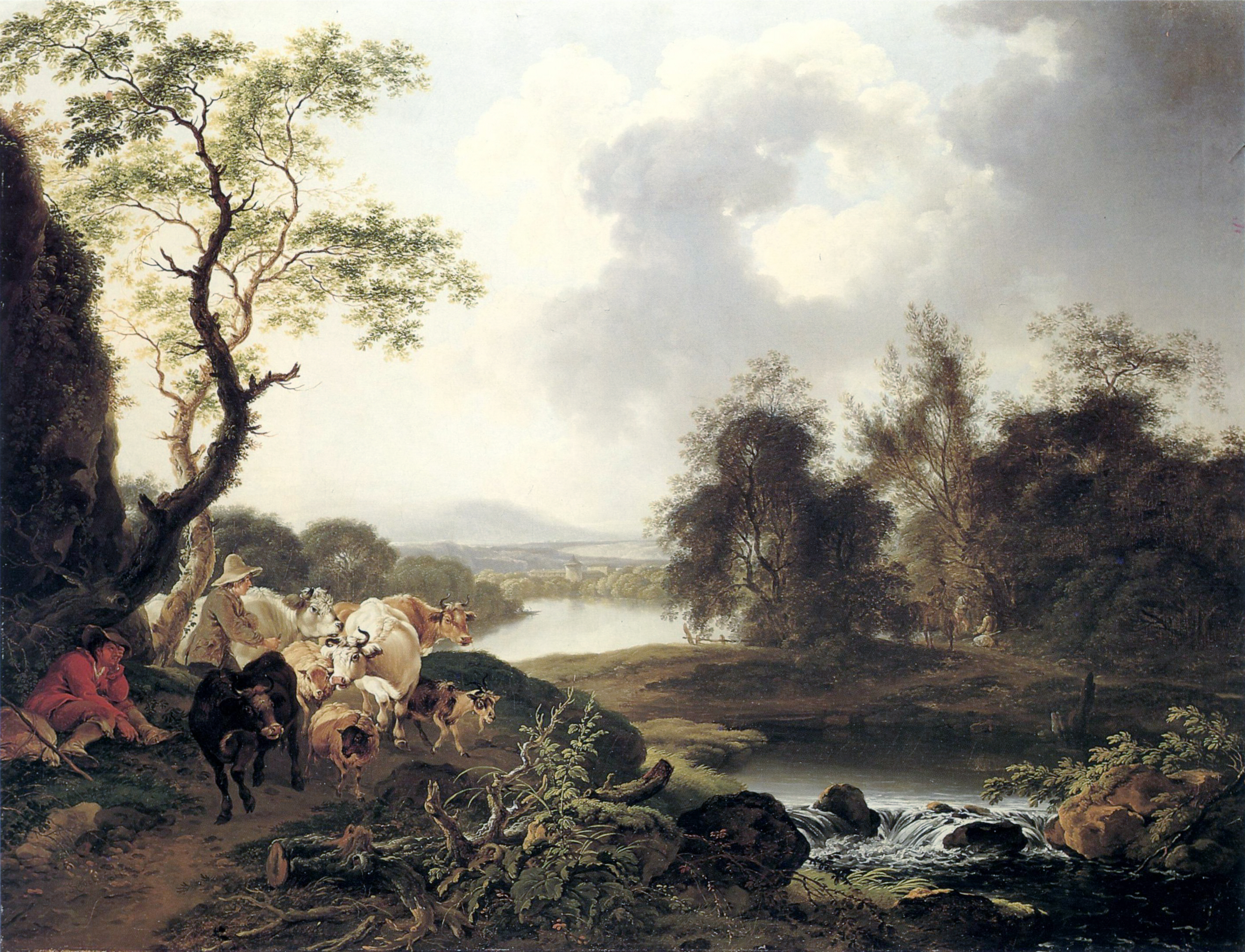
Paisaje del río con una cascada, excursionista de descanso, pastores con vacas y cabras y tres viajeros (1777), Reiss-Engelhorn-Museen, Mannheim

Ferdinand Kobell (Mannheim, 7 de junio de 1740-Múnich, 1 de febrero de 1799) fue un pintor y grabador neoclásico alemán, especializado en la pintura de paisaje. 

## Biografía
Nació en Mannheim en 1740, hijo de Balthasar Kobell y Maria Franziska Mezinger. Su hermano Franz Kobell fue también pintor. Su formación inicial fue como abogado y fue secretario de la corte palatina de Mannheim. Sin embargo, tenía predilección por el dibujo y su afición fue alentada por el elector palatino Carlos Teodoro, quien tramitó su ingreso en la Academia de Bellas Artes de Mannheim, donde fue alumno de Peter Anton von Verschaffelt. En 1764 fue nombrado decorador de la Ópera de la Corte y, en 1771, pintor del gabinete. Entre 1768 y 1770 amplió su formación en París, donde estudió en el taller del grabador alemán Johann Georg Wille.
Su primer trabajo de relieve fueron unos paneles pintados para el Palacio de Schwetzingen en 1773, una serie de siete tablas tituladas Baño frío. Su especialidad fueron los paisajes de aire bucólico y pastoril, con una clara influencia de los pintores holandeses italianizantes de la segunda mitad del siglo XVII. Más tarde sus paisajes adquieren un tono más dramático, paisajes solitarios que acusan el influjo del incipiente romanticismo (Paisaje montañoso con cascada, 1779, Galería Nacional de Arte de Karlsruhe).
En 1786 realizó el ciclo de ocho cuadros Vistas de Aschaffenburg y de sus alrededores por encargo del elector de Maguncia Friedrich Karl Joseph von Erthal (Neue Pinakothek de Múnich y Museo de Aschaffenburg), que le proporcionó una mayor fama. En estas obras inauguró un tipo de paisaje más realista, deudor del paisaje barroco holandés, especialmente de Ruisdael  y Everdingen. Sus paisajes de valles y llanuras con fondos montañosos están bañados de una luz translúcida, con intensos contrastes entre los diversos planos de la imagen.
Su hijo Wilhelm von Kobell fue también pintor.